# ناصر محمد
ناصر محمد (15 يناير 1972 -)، ممثل قطري. بدأ مسيرته الفنية عام 1985.

## عنه
كانت بدايته كممثل خلال المسرح بعام 1985، الذي برزت موهبته خلاله من خلال أداء الأدوار الكوميدية. برزت موهبته الفنية وظهر مؤشر نجاحه تلفزيونيًا من خلال المسلسل التلفزيوني التراجيدي «حكم البشر» للكاتبة وداد الكواري وبطولة الفنانة الكويتية سعاد عبد الله، على رغم تقديمه فيه دورًا كوميديًا. توالت أعماله الفنية وقد اشتهر بأداء أدوار الشاب خفيف الظل خلال الدراما القطرية.

## أعماله

### من المسلسلات
- 1990: تناتيف.
- 1990: البيت الكبير.
- 1992: حلم شهريار.
- 1993: الناس بيزات.
- 1996: خليج الخير - فوازير.
- 2000: خليل في مهب الريح.
- 2002: حكم البشر.
- 2003: يوم آخر.
- 2003: ياخوي.
- 2004: بعد الشتات.
- 2006: جنون الليل.
- 2007: أزهار مريم.
- 2007: درويش.
- 2008: جدار الصمت.
- 2008: صج حظوظ.
- 2008: أم سعف - رسوم متحركة.
- 2009: إلى متى.
- 2010: خيوط ملونة
- 2011: تصانيف - الجزء الثاني.
- 2011: الشعور القاتل.
- 2011: 2 في الإسعاف.
- 2012: أوراق من الماضي.
- 2014: خف علينا.
- 2016: أحلام من ورق.
- 2017: رمانة.
- 2018: برودكاست - برنامج.
- 2019: الجار.
- 2020: العمر مرة.

### من المسرحيات
- 1988: زلزال.
- 1989: دوحة تشريف.
- 1991: مفلح في المريخ.
- 1993: حبوب الحبوب.
- 1993: زواج بالفاكس.
- 2002: البترول يا حكومة.
- 2004: على الطاير.
- 2005: مافي هالبلد الا هالولد.
- 2006: دريم لاند.
- 2006: فلة ومجود.
- 2008: أبطال الفريج.
- 2012: دوحة قوت تالنت.
- 2015: المصارع.
- 2019: كومبارس.

## روابط خارجية
- ناصر محمد على موقع قاعدة بيانات الأفلام العربية